# Hans Brockenhuus-Löwenhielm
Hans Brockenhuus-Løwenhielm, född 20 augusti 1679 på Hovinsholm i Nes socken, Hedmark fylke i Norge, död 22 september 1734 på Vejrupgård i Marslevs socken på Fyn, var en dansk militär och godsägare. Han var bror till Johan Frederik Brockenhuus.

## Biografi
Hans Brockenhuus-Løwenhielm föddes som äldsta son till generalmajor Casper Christopher Brockenhuus och Cathrine Hedvig Løwenhielm på Hovinsholms herrgård i Nes socken i Hedmark fylke. När hans morfar, den framstående generalmajoren Hans von Løwenhielm, inte efterlämnade några söner blev han som äldsta dotterson huvudarvinge till dennes omfattande egendomar på villkoret att han antog familjen Løwenhielms namn och vapen. Detta erhöll kungligt godkännande 1697 och när Løwenhielm avled 1699 övertog Brockenhuus-Løwenhielm flera gods på Fyn. 
Brockenhuus-Løwenhielm hade tidigt trätt in i militär tjänst och var redan 1705 överstelöjtnant vid dragonerna. Samtidigt blev han även del av Danmarks generalstab (fram till 1709). Han deltog under Stora nordiska kriget i det danska fälttåget i Skåne 1709 till 1710 och blev den 25 februari 1710 (15 februari enligt svenska kalendern) överste i kavalleriet och chef för 1. Sjællandske nationale Rytterregiment. Han utmärkte sig under kriget och stred särskilt framstående under slaget vid Helsingborg där hans regemente var inblandat i de hårda ryttarstiderna vid Brohuset. När krigsskådeplatsen förflyttades till Nordtyskland fortsatte Brockenhuus-Løwenhielm att utmärka sig men vid slaget vid Gadebusch fick han sin häst skjuten under sig och blev efter kärvt motstånd sårad och tillfångatagen av de svenska styrkorna. Han utväxlades dock efter slaget. Brockenhuus-Løwenhielm avled som generalmajor den 22 september 1734 på sitt gods Vejrupgård.

## Egendomar
Efter morfaderns död 1699 övertog Brockenhuus-Løwenhielm flera gods, bland annat Vejrupgård och Sellebjerg på Fyn. Faderns egendomar i Norge, Hovinsholm, Skredshol och Tjerne hade övergått, först till dennes änka och Brockenhuus-Løwenhielm mor, Cathrine Hedvig Løwenhielm, och därefter till hans syster, Sophie Brockenhuus, som sålde de sista egendomarna 1720.

## Äktenskap och barn
Brockenhuus-Løwenhielm gifte sig den 8 november 1701 med Ide Sophie Gersdorff, dotter till generallöjtnant Frederik Gersdorff och Edele Margrethe Krag. Han blev anfader till den ännu levande släkten Brockenhuus-Løwenhielm.
- Johan Fredrik Brockenhuus-Løwenhielm, död 1764
- Erik Brockenhuus-Løwenhielm, född 30 oktober 1710, död 22 september 1762
- Ide Sophie Brockenhuus-Løwenhielm, född 20 mars 1712, död 27 mars 1768
- Vibeke Malene Brockenhuus-Løwenhielm, född 14 juni 1714, död 7 mars 1753
- Hans Brockenhuus-Løwenhielm, född före 1 augusti 1715, död 10 juni 1752